# Lyssomanes belgranoi
Lyssomanes belgranoi là một loài nhện trong họ Salticidae.
Loài này thuộc chi Lyssomanes. Lyssomanes belgranoi được María Elena Galiano miêu tả năm 1984.